# Junta de bois

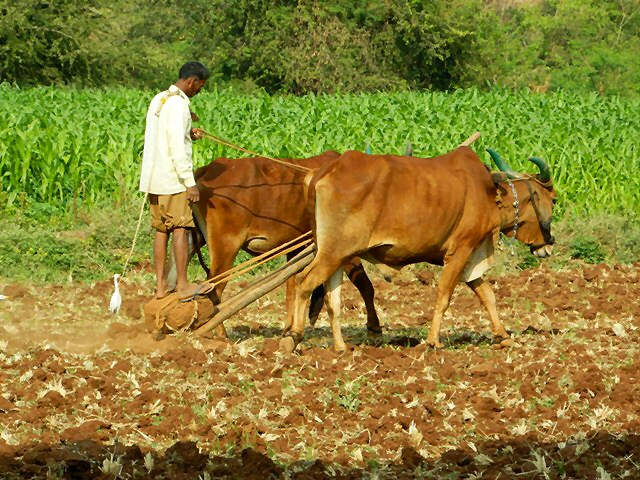
Um boi usado no campo.

Junta de bois é o nome popular dado a uma dupla de bois utilizados para desenvolver trabalhos de tração em atividades rurais como puxar um carro de bois ou um arado.
As juntas de bois são unidas por uma canga, que assenta na nuca dos bois, prendendo-os pelo pescoço.